# Diana Krall/Auszeichnungen für Musikverkäufe

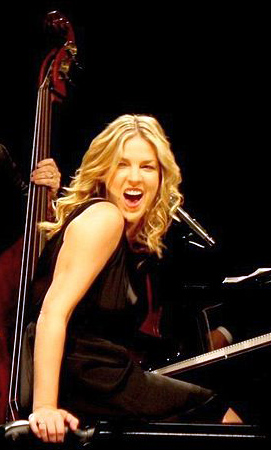
Diana Krall (2009)

Dies ist eine Übersicht über die Auszeichnungen für Musikverkäufe der kanadischen Jazzpianistin und Sängerin Diana Krall. Die Auszeichnungen finden sich nach ihrer Art (Gold, Platin usw.), nach Staaten getrennt in chronologischer Reihenfolge, geordnet sowie nach den Tonträgern selbst, ebenfalls in chronologischer Reihenfolge, getrennt nach Medium (Alben, Singles usw.), wieder.

## Auszeichnungen
| - Vereinigtes Königreich - 2013: für das Album When I Look in Your Eyes - 2016: für das Album The Very Best of - Argentinien - 2002: für das Album Live in Paris - 2004: für das Album The Girl in the Other Room - Australien - 2003: für das Album Live in Paris - 2004: für das Album The Girl in the Other Room - 2009: für das Album Quiet Nights - Brasilien - 2002: für das Album The Look of Love - 2005: für das Album Live in Paris - 2009: für das Album The Very Best of - Dänemark - 2004: für das Album The Look of Love - Deutschland - 2002: für das Album The Look of Love (German-Jazz-Award) - 2005: für das Album The Look of Love - 2005: für das Album The Girl in the Other Room - 2024: für das Album This Dream Of You (German-Jazz-Award) - Frankreich - 2000: für das Album When I Look in Your Eyes - 2005: für das Videoalbum Live at the Montreal Jazz Festival - 2009: für das Album Quiet Nights - 2012: für das Album Glad Rag Doll - 2023: für das Album Turn Up the Quiet - Kanada - 1999: für das Album All for You: A Dedication to the Nat King Cole Trio - 2001: für das Album Stepping Out - 2012: für das Album Glad Rag Doll - Neuseeland - 1997: für das Album Love Scenes - 2002: für das Album Live in Paris - 2010: für das Album Quiet Nights - Niederlande - 2004: für das Album The Girl in the Other Room - Österreich - 2004: für das Album The Girl in the Other Room - 2009: für das Album The Look of Love - 2014: für das Album Quiet Nights - 2016: für das Album Wallflower - 2018: für das Album Christmas Songs - 2018: für das Album Live in Paris - Polen - 2004: für das Album Live in Paris - 2012: für das Album Glad Rag Doll - 2023: für das Album Turn Up the Quiet - Portugal - 2004: für das Album The Girl in the Other Room - 2005: für das Album Christmas Songs - 2006: für das Album From This Moment On - 2008: für das Album The Very Best of - Russland - 2007: für das Album From This Moment On - Schweiz - 2002: für das Album The Look of Love - 2004: für das Album The Girl in the Other Room - Spanien - 2004: für das Album The Girl in the Other Room - 2006: für das Album From This Moment On - 2009: für das Album Quiet Nights - 2016: für das Album Wallflower - 2024: für die Single The Look of Love - Ungarn - 2005: für das Album Christmas Songs - 2005: für das Album The Girl in the Other Room - 2006: für das Album From This Moment On - 2012: für das Album Glad Rag Doll - Vereinigte Staaten - 2001: für das Album All for You: A Dedication to the Nat King Cole Trio - 2002: für das Album Live in Paris - 2004: für das Album The Girl in the Other Room - 2006: für das Album Christmas Songs - 2010: für das Videoalbum Live in Rio - Vereinigtes Königreich - 2002: für das Album Live in Paris - 2013: für das Album The Girl in the Other Room - 2013: für das Album The Look of Love | - Argentinien - 2004: für das Videoalbum Live at the Montreal Jazz Festival - Australien - 2002: für das Album The Look of Love - 2003: für das Videoalbum In Concert: Live in Paris - Europa - 2004: für das Album The Look of Love - 2008: für das Album The Girl in the Other Room - Frankreich - 2006: für das Album The Look of Love - Kanada - 2009: für das Album The Very Best of - 2016: für das Album Wallflower - Neuseeland - 2002: für das Album The Look of Love - 2005: für das Album The Girl in the Other Room - 2006: für das Album When I Look in Your Eyes - Polen - 2004: für das Album The Girl in the Other Room - 2006: für das Album Christmas Songs - 2007: für das Album From This Moment On - 2008: für das Album The Very Best of - 2009: für das Album Quiet Nights - 2021: für das Album Love Is Here to Stay - Portugal - 2009: für das Album Quiet Nights - Ungarn - 2007: für das Album The Very Best of - 2009: für das Album Quiet Nights - Vereinigte Staaten - 2000: für das Album When I Look in Your Eyes - 2001: für das Album The Look of Love - 2002: für das Album Love Scenes - Deutschland - 2025: für das Album Turn Up the Quiet (German-Jazz-Award) | - Deutschland - 2025: für das Album Love Scenes (German-Jazz-Award) - Kanada - 2001: für das Album Love Scenes - 2003: für das Album Live in Paris - 2004: für das Album The Girl in the Other Room - 2005: für das Album Christmas Songs - 2007: für das Album From This Moment On - 2011: für das Videoalbum Live in Rio - Polen - 2021: für das Album Wallflower - Vereinigte Staaten - 2007: für das Videoalbum In Concert: Live in Paris - Kanada - 2001: für das Album When I Look in Your Eyes - 2005: für das Videoalbum Live at the Montreal Jazz Festival - Deutschland - 2025: für das Album When I Look in Your Eyes (German-Jazz-Award) - Kanada - 2004: für das Videoalbum In Concert: Live in Paris - Kanada - 2006: für das Album The Look of Love |

## Auszeichnungen nach Alben

### Stepping Out
| Land/Region | Auszeichnungen für Musikverkäufe (Land/Region, Auszeichnung, Verkäufe) | Verkäufe |
| ----------- | ---------------------------------------------------------------------- | -------- |
| Kanada (MC) | Gold                                                                   | 50.000   |
| Insgesamt   | 1× Gold ·                                                              | 50.000   |

### Only Trust Your Heart
| Land/Region               | Auszeichnungen für Musikverkäufe (Land/Region, Auszeichnung, Verkäufe) | Verkäufe |
| ------------------------- | ---------------------------------------------------------------------- | -------- |
| Vereinigte Staaten (RIAA) | —                                                                      | 77.000   |
| Insgesamt                 | —                                                                      | 77.000   |

### All for You: A Dedication to the Nat King Cole Trio
| Land/Region               | Auszeichnungen für Musikverkäufe (Land/Region, Auszeichnung, Verkäufe) | Verkäufe |
| ------------------------- | ---------------------------------------------------------------------- | -------- |
| Kanada (MC)               | Gold                                                                   | 50.000   |
| Vereinigte Staaten (RIAA) | Gold                                                                   | 500.000  |
| Insgesamt                 | 2× Gold ·                                                              | 550.000  |

### Love Scenes
| Land/Region               | Auszeichnungen für Musikverkäufe (Land/Region, Auszeichnung, Verkäufe) | Verkäufe  |
| ------------------------- | ---------------------------------------------------------------------- | --------- |
| Deutschland (BVMI)        | 2× Platin                                                              | 40.000    |
| Frankreich (SNEP)         | —                                                                      | 40.000    |
| Japan (RIAJ)              | —                                                                      | 35.000    |
| Kanada (MC)               | 2× Platin                                                              | 200.000   |
| Neuseeland (RMNZ)         | Gold                                                                   | 7.500     |
| Vereinigte Staaten (RIAA) | Platin                                                                 | 1.000.000 |
| Insgesamt                 | 1× Gold · 5× Platin ·                                                  | 1.222.500 |

### When I Look in Your Eyes
| Land/Region                  | Auszeichnungen für Musikverkäufe (Land/Region, Auszeichnung, Verkäufe) | Verkäufe  |
| ---------------------------- | ---------------------------------------------------------------------- | --------- |
| Deutschland (BVMI)           | 4× Platin                                                              | 80.000    |
| Frankreich (SNEP)            | Gold                                                                   | 100.000   |
| Kanada (MC)                  | 3× Platin                                                              | 300.000   |
| Neuseeland (RMNZ)            | Platin                                                                 | 15.000    |
| Vereinigte Staaten (RIAA)    | Platin                                                                 | 1.000.000 |
| Vereinigtes Königreich (BPI) | Silber                                                                 | 60.000    |
| Insgesamt                    | 1× Silber · 1× Gold · 9× Platin ·                                      | 1.555.000 |

### The Look of Love
| Land/Region                  | Auszeichnungen für Musikverkäufe (Land/Region, Auszeichnung, Verkäufe) | Verkäufe  |
| ---------------------------- | ---------------------------------------------------------------------- | --------- |
| Australien (ARIA)            | Platin                                                                 | 70.000    |
| Brasilien (PMB)              | Gold                                                                   | 50.000    |
| Dänemark (IFPI)              | Gold                                                                   | (20.000)  |
| Deutschland (BVMI)           | Gold (Jazz-Award) · + Gold (2005)                                      | (160.000) |
| Europa (IFPI)                | Platin                                                                 | 1.000.000 |
| Frankreich (SNEP)            | Platin                                                                 | (300.000) |
| Kanada (MC)                  | 7× Platin                                                              | 700.000   |
| Neuseeland (RMNZ)            | Platin                                                                 | 15.000    |
| Österreich (IFPI)            | Gold                                                                   | (20.000)  |
| Schweiz (IFPI)               | Gold                                                                   | (20.000)  |
| Vereinigte Staaten (RIAA)    | Platin                                                                 | 1.600.000 |
| Vereinigtes Königreich (BPI) | Gold                                                                   | (100.000) |
| Insgesamt                    | 7× Gold · 12× Platin ·                                                 | 3.435.000 |

### Live in Paris
| Land/Region                  | Auszeichnungen für Musikverkäufe (Land/Region, Auszeichnung, Verkäufe) | Verkäufe |
| ---------------------------- | ---------------------------------------------------------------------- | -------- |
| Argentinien (CAPIF)          | Gold                                                                   | 20.000   |
| Australien (ARIA)            | Gold                                                                   | 35.000   |
| Brasilien (PMB)              | Gold                                                                   | 50.000   |
| Kanada (MC)                  | 2× Platin                                                              | 200.000  |
| Neuseeland (RMNZ)            | Gold                                                                   | 7.500    |
| Österreich (IFPI)            | Gold                                                                   | 15.000   |
| Polen (ZPAV)                 | Gold                                                                   | 5.000    |
| Vereinigte Staaten (RIAA)    | Gold                                                                   | 500.000  |
| Vereinigtes Königreich (BPI) | Gold                                                                   | 100.000  |
| Insgesamt                    | 8× Gold · 2× Platin ·                                                  | 932.500  |

### The Girl in the Other Room
| Land/Region                  | Auszeichnungen für Musikverkäufe (Land/Region, Auszeichnung, Verkäufe) | Verkäufe  |
| ---------------------------- | ---------------------------------------------------------------------- | --------- |
| Argentinien (CAPIF)          | Gold                                                                   | 20.000    |
| Australien (ARIA)            | Gold                                                                   | 35.000    |
| Brasilien (PMB)              | Gold                                                                   | 50.000    |
| Deutschland (BVMI)           | Gold                                                                   | (100.000) |
| Europa (IFPI)                | Platin                                                                 | 1.000.000 |
| Kanada (MC)                  | 2× Platin                                                              | 200.000   |
| Neuseeland (RMNZ)            | Platin                                                                 | 15.000    |
| Niederlande (NVPI)           | Gold                                                                   | (15.000)  |
| Österreich (IFPI)            | Gold                                                                   | (15.000)  |
| Polen (ZPAV)                 | Platin                                                                 | (10.000)  |
| Portugal (AFP)               | Gold                                                                   | (20.000)  |
| Schweiz (IFPI)               | Gold                                                                   | (20.000)  |
| Spanien (Promusicae)         | Gold                                                                   | (50.000)  |
| Ungarn (MAHASZ)              | Gold                                                                   | (10.000)  |
| Vereinigte Staaten (RIAA)    | Gold                                                                   | 860.000   |
| Vereinigtes Königreich (BPI) | Gold                                                                   | (100.000) |
| Insgesamt                    | 12× Gold · 5× Platin ·                                                 | 2.180.000 |

### Christmas Songs
| Land/Region               | Auszeichnungen für Musikverkäufe (Land/Region, Auszeichnung, Verkäufe) | Verkäufe |
| ------------------------- | ---------------------------------------------------------------------- | -------- |
| Kanada (MC)               | 2× Platin                                                              | 200.000  |
| Österreich (IFPI)         | Gold                                                                   | 15.000   |
| Polen (ZPAV)              | Platin                                                                 | 10.000   |
| Portugal (AFP)            | Gold                                                                   | 10.000   |
| Ungarn (MAHASZ)           | Gold                                                                   | 3.000    |
| Vereinigte Staaten (RIAA) | Gold                                                                   | 544.000  |
| Insgesamt                 | 4× Gold · 3× Platin ·                                                  | 784.000  |

### From This Moment On
| Land/Region               | Auszeichnungen für Musikverkäufe (Land/Region, Auszeichnung, Verkäufe) | Verkäufe |
| ------------------------- | ---------------------------------------------------------------------- | -------- |
| Kanada (MC)               | 2× Platin                                                              | 200.000  |
| Polen (ZPAV)              | Platin                                                                 | 10.000   |
| Portugal (AFP)            | Gold                                                                   | 10.000   |
| Russland (NFPF)           | Gold                                                                   | 10.000   |
| Spanien (Promusicae)      | Gold                                                                   | 40.000   |
| Ungarn (MAHASZ)           | Gold                                                                   | 5.000    |
| Vereinigte Staaten (RIAA) | —                                                                      | 85.000   |
| Insgesamt                 | 4× Gold · 3× Platin ·                                                  | 360.000  |

### The Very Best of
| Land/Region                  | Auszeichnungen für Musikverkäufe (Land/Region, Auszeichnung, Verkäufe) | Verkäufe |
| ---------------------------- | ---------------------------------------------------------------------- | -------- |
| Brasilien (PMB)              | Gold                                                                   | 30.000   |
| Kanada (MC)                  | Platin                                                                 | 100.000  |
| Polen (ZPAV)                 | Platin                                                                 | 10.000   |
| Portugal (AFP)               | Gold                                                                   | 10.000   |
| Ungarn (MAHASZ)              | Platin                                                                 | 6.000    |
| Vereinigte Staaten (RIAA)    | —                                                                      | 30.000   |
| Vereinigtes Königreich (BPI) | Silber                                                                 | 60.000   |
| Insgesamt                    | 1× Silber · 2× Gold · 3× Platin ·                                      | 246.000  |

### Quiet Nights
| Land/Region               | Auszeichnungen für Musikverkäufe (Land/Region, Auszeichnung, Verkäufe) | Verkäufe |
| ------------------------- | ---------------------------------------------------------------------- | -------- |
| Australien (ARIA)         | Gold                                                                   | 35.000   |
| Neuseeland (RMNZ)         | Gold                                                                   | 7.500    |
| Österreich (IFPI)         | Gold                                                                   | 10.000   |
| Polen (ZPAV)              | Platin                                                                 | 10.000   |
| Portugal (AFP)            | Platin                                                                 | 20.000   |
| Spanien (Promusicae)      | Gold                                                                   | 40.000   |
| Ungarn (MAHASZ)           | Platin                                                                 | 6.000    |
| Vereinigte Staaten (RIAA) | —                                                                      | 104.000  |
| Insgesamt                 | 5× Gold · 3× Platin ·                                                  | 232.500  |

### Glad Rag Doll
| Land/Region               | Auszeichnungen für Musikverkäufe (Land/Region, Auszeichnung, Verkäufe) | Verkäufe |
| ------------------------- | ---------------------------------------------------------------------- | -------- |
| Frankreich (SNEP)         | Gold                                                                   | 50.000   |
| Kanada (MC)               | Gold                                                                   | 40.000   |
| Polen (ZPAV)              | Gold                                                                   | 5.000    |
| Ungarn (MAHASZ)           | Gold                                                                   | 3.000    |
| Vereinigte Staaten (RIAA) | —                                                                      | 46.000   |
| Insgesamt                 | 4× Gold ·                                                              | 144.000  |

### Wallflower
| Land/Region               | Auszeichnungen für Musikverkäufe (Land/Region, Auszeichnung, Verkäufe) | Verkäufe |
| ------------------------- | ---------------------------------------------------------------------- | -------- |
| Kanada (MC)               | Platin                                                                 | 80.000   |
| Österreich (IFPI)         | Gold                                                                   | 10.000   |
| Polen (ZPAV)              | 2× Platin                                                              | 20.000   |
| Spanien (Promusicae)      | Gold                                                                   | 20.000   |
| Vereinigte Staaten (RIAA) | —                                                                      | 44.000   |
| Insgesamt                 | 2× Gold · 3× Platin ·                                                  | 174.000  |

### Turn Up the Quiet
| Land/Region               | Auszeichnungen für Musikverkäufe (Land/Region, Auszeichnung, Verkäufe) | Verkäufe |
| ------------------------- | ---------------------------------------------------------------------- | -------- |
| Deutschland (BVMI)        | 3× Gold                                                                | 30.000   |
| Frankreich (SNEP)         | Gold                                                                   | 50.000   |
| Polen (ZPAV)              | Gold                                                                   | 5.000    |
| Vereinigte Staaten (RIAA) | —                                                                      | 28.000   |
| Insgesamt                 | 3× Gold · 1× Platin ·                                                  | 98.000   |

### Love Is Here to Stay
| Land/Region               | Auszeichnungen für Musikverkäufe (Land/Region, Auszeichnung, Verkäufe) | Verkäufe |
| ------------------------- | ---------------------------------------------------------------------- | -------- |
| Polen (ZPAV)              | Platin                                                                 | 10.000   |
| Vereinigte Staaten (RIAA) | —                                                                      | 36.000   |
| Insgesamt                 | 1× Platin ·                                                            | 46.000   |

### This Dream Of You
| Land/Region        | Auszeichnungen für Musikverkäufe (Land/Region, Auszeichnung, Verkäufe) | Verkäufe |
| ------------------ | ---------------------------------------------------------------------- | -------- |
| Deutschland (BVMI) | Gold                                                                   | 10.000   |
| Insgesamt          | 1× Gold ·                                                              | 10.000   |

## Auszeichnungen nach Singles

### The Look of Love
| Land/Region          | Auszeichnungen für Musikverkäufe (Land/Region, Auszeichnung, Verkäufe) | Verkäufe |
| -------------------- | ---------------------------------------------------------------------- | -------- |
| Spanien (Promusicae) | Gold                                                                   | 30.000   |
| Insgesamt            | 1× Gold ·                                                              | 30.000   |

## Auszeichnungen nach Videoalben

### In Concert: Live in Paris
| Land/Region               | Auszeichnungen für Musikverkäufe (Land/Region, Auszeichnung, Verkäufe) | Verkäufe |
| ------------------------- | ---------------------------------------------------------------------- | -------- |
| Australien (ARIA)         | Platin                                                                 | 15.000   |
| Kanada (MC)               | 6× Platin                                                              | 60.000   |
| Vereinigte Staaten (RIAA) | 2× Platin                                                              | 200.000  |
| Insgesamt                 | 9× Platin ·                                                            | 275.000  |

### Live at the Montreal Jazz Festival
| Land/Region         | Auszeichnungen für Musikverkäufe (Land/Region, Auszeichnung, Verkäufe) | Verkäufe |
| ------------------- | ---------------------------------------------------------------------- | -------- |
| Argentinien (CAPIF) | Platin                                                                 | 8.000    |
| Frankreich (SNEP)   | Gold                                                                   | 10.000   |
| Kanada (MC)         | 3× Platin                                                              | 30.000   |
| Insgesamt           | 1× Gold · 4× Platin ·                                                  | 48.000   |

### Live in Rio
| Land/Region               | Auszeichnungen für Musikverkäufe (Land/Region, Auszeichnung, Verkäufe) | Verkäufe |
| ------------------------- | ---------------------------------------------------------------------- | -------- |
| Kanada (MC)               | 2× Platin                                                              | 20.000   |
| Vereinigte Staaten (RIAA) | Gold                                                                   | 50.000   |
| Insgesamt                 | 1× Gold · 2× Platin ·                                                  | 70.000   |

## Auszeichnungen nach Liedern

### Peel Me a Grape
| Land/Region               | Auszeichnungen für Musikverkäufe (Land/Region, Auszeichnung, Verkäufe) | Verkäufe |
| ------------------------- | ---------------------------------------------------------------------- | -------- |
| Vereinigte Staaten (RIAA) | —                                                                      | 306.000  |
| Insgesamt                 | —                                                                      | 306.000  |

## Statistik und Quellen
| Land/RegionAuszeichnungen für Musikverkäufe (Land/Region, Auszeichnungen, Verkäufe, Quellen) | Silber     | Gold       | Platin       | Verkäufe    | Quellen |
| -------------------------------------------------------------------------------------------- | ---------- | ---------- | ------------ | ----------- | --- |
| Argentinien (CAPIF)                                                                          | —          | 2× Gold2   | Platin1      | 48.000      | capif.org.ar (Memento vom 31. Mai 2011 im Internet Archive) AR2 (Memento vom 6. Juli 2011 im Internet Archive) |
| Australien (ARIA)                                                                            | —          | 3× Gold3   | 2× Platin2   | 190.000     | aria.com.au |
| Brasilien (PMB)                                                                              | —          | 3× Gold3   | —            | 130.000     | pro-musicabr.org.br                                                                                            |
| Dänemark (IFPI)                                                                              | —          | Gold1      | —            | 20.000      | ifpi.dk |
| Deutschland (BVMI)                                                                           | —          | 5× Gold5   | 7× Platin7   | 420.000     | musikindustrie.de                                                                                              |
| Europa (IFPI)                                                                                | —          | —          | 2× Platin2   | (2.000.000) | ifpi.org (Memento vom 1. Januar 2014 im Internet Archive)                                                      |
| Frankreich (SNEP)                                                                            | —          | 5× Gold5   | Platin1      | 550.000     | infodisc.fr snepmusique.com                                                                                    |
| Japan (RIAJ)                                                                                 | —          | —          | —            | 35.000      | Einzelnachweise                                                                                                |
| Kanada (MC)                                                                                  | —          | 3× Gold3   | 33× Platin33 | 2.430.000   | musiccanada.com                                                                                                |
| Neuseeland (RMNZ)                                                                            | —          | 3× Gold3   | 3× Platin3   | 67.500      | aotearoamusiccharts.co.nz                                                                                      |
| Niederlande (NVPI)                                                                           | —          | Gold1      | —            | 15.000      | nvpi.nl |
| Österreich (IFPI)                                                                            | —          | 6× Gold6   | —            | 85.500      | ifpi.at |
| Polen (ZPAV)                                                                                 | —          | 3× Gold3   | 8× Platin8   | 95.000      | olis.pl |
| Portugal (AFP)                                                                               | —          | 4× Gold4   | Platin1      | 70.000      | Einzelnachweise                                                                                                |
| Russland (NFPF)                                                                              | —          | Gold1      | —            | 10.000      | 2m-online.ru (Memento vom 24. Januar 2009 im Internet Archive)                                                 |
| Schweiz (IFPI)                                                                               | —          | 2× Gold2   | —            | 40.000      | hitparade.ch                                                                                                   |
| Spanien (Promusicae)                                                                         | —          | 5× Gold5   | —            | 170.000     | elportaldemusica.es                                                                                            |
| Ungarn (MAHASZ)                                                                              | —          | 4× Gold4   | 2× Platin2   | 35.000      | slagerlistak.hu                                                                                                |
| Vereinigte Staaten (RIAA)                                                                    | —          | 5× Gold5   | 5× Platin5   | 7.010.000   | riaa.com |
| Vereinigtes Königreich (BPI)                                                                 | 2× Silber2 | 3× Gold3   | —            | 420.000     | bpi.co.uk |
| Insgesamt                                                                                    | 2× Silber2 | 59× Gold59 | 65× Platin65 |             | |